# Pietropawłowka 2-ja
Pietropawłowka 2-ja (ros. Петропавловка 2-я) – wieś (sieło) w Rosji, w obwodzie nowosybirskim, w rejonie wiengierowskim. W 2010 liczyła 495 mieszkańców.